# Lista de municípios brasileiros que possuem segundo turno nas eleições municipais
Esta é uma lista dos 103 municípios brasileiros que podem ter segundo turno em eleição, ou seja, cidades com mais de 200 mil eleitores. A quantidade corresponde a 1,8% dos municípios do país. Os dados foram fornecidos pelos Tribunal Superior Eleitoral e se referem ao mês de junho de 2024.
Brasília não possui eleições municipais, em função da natureza sui generis do Distrito Federal, que possui ao mesmo tempo atribuições dos estados e dos municípios, tendo somente eleições distritais realizadas junto com as eleições nacionais (para presidente, senador(es) e deputados federais) a cada quatro anos, que elegem o governador e os deputados distritais.
Governador Valadares (MG) já possuiu segundo turno anteriormente, mas por ter perdido cerca de 15 mil eleitores nos últimos 4 anos, passou a estar abaixo do patamar de 200 mil votantes - atualmente são 198.487.
Por outro lado, de 2020 para cá, nove municípios passaram a ter mais de 200 mil eleitores, ou seja, haverá a possibilidade dos mesmos terem segundo turno a partir das eleições municipais de 2024. Os municípios citados são: Camaçari (BA), Embu das Artes (SP), Foz do Iguaçu (PR), Imperatriz (MA), Magé (RJ), Palmas (TO), Parauapebas (PA), São José dos Pinhais (PR) e Sumaré (SP).
Curiosamente, dos municípios aqui listados, apenas dois deles são fronteiriços, Foz do Iguaçu (com a Argentina e o Paraguai) e Porto Velho (com a Bolívia). Além disso, apenas 15 não estão em região metropolitana e 11 (incluindo 9 capitais) fazem parte da Amazônia Legal.

## Municípios
| Posição | Código IBGE | Município               | Unidade federativa  | População  | Eleitores |
| ------- | ----------- | ----------------------- | ------------------- | ---------- | --------- |
| 1º      | 3550308     | São Paulo               | São Paulo           | 11 451 999 | 9.322.444 |
| 2º      | 3304557     | Rio de Janeiro          | Rio de Janeiro      | 6 211 223  | 5.009.373 |
| 3º      | 3106200     | Belo Horizonte          | Minas Gerais        | 2 315 560  | 1.992.984 |
| 4º      | 2927408     | Salvador                | Bahia               | 2 417 678  | 1.969.757 |
| 5º      | 2304400     | Fortaleza               | Ceará               | 2 428 708  | 1.769.681 |
| 6º      | 1302603     | Manaus                  | Amazonas            | 2 063 689  | 1.446.122 |
| 7º      | 4106902     | Curitiba                | Paraná              | 1 773 718  | 1.423.722 |
| 8º      | 2611606     | Recife                  | Pernambuco          | 1 488 920  | 1.219.917 |
| 9º      | 4314902     | Porto Alegre            | Rio Grande do Sul   | 1 332 845  | 1.096.620 |
| 10º     | 1501402     | Belém                   | Pará                | 1 303 403  | 1.056.251 |
| 11º     | 5208707     | Goiânia                 | Goiás               | 1 437 366  | 1.030.274 |
| 12º     | 3518800     | Guarulhos               | São Paulo           | 1 291 771  | 951.798   |
| 13º     | 3509502     | Campinas                | São Paulo           | 1 139 047  | 884.726   |
| 14º     | 2111300     | São Luís                | Maranhão            | 1 037 775  | 746.828   |
| 15º     | 3301702     | Duque de Caxias         | Rio de Janeiro      | 808 161    | 674.805   |
| 16º     | 3304904     | São Gonçalo             | Rio de Janeiro      | 896 744    | 665.181   |
| 17º     | 5002704     | Campo Grande            | Mato Grosso do Sul  | 898 100    | 646.198   |
| 18º     | 3548708     | São Bernardo do Campo   | São Paulo           | 810 729    | 643.023   |
| 19º     | 2704302     | Maceió                  | Alagoas             | 957 916    | 632.812   |
| 20º     | 3303500     | Nova Iguaçu             | Rio de Janeiro      | 785 867    | 617.657   |
| 21º     | 3534401     | Osasco                  | São Paulo           | 728 615    | 592.559   |
| 22º     | 2211001     | Teresina                | Piauí               | 866 300    | 587.098   |
| 23º     | 3547809     | Santo André             | São Paulo           | 748 919    | 583.229   |
| 24º     | 2408102     | Natal                   | Rio Grande do Norte | 751 300    | 575.629   |
| 25º     | 2507507     | João Pessoa             | Paraíba             | 833 932    | 566.290   |
| 26º     | 3549904     | São José dos Campos     | São Paulo           | 697 054    | 536.901   |
| 27º     | 3170206     | Uberlândia              | Minas Gerais        | 713 224    | 530.871   |
| 28º     | 3552205     | Sorocaba                | São Paulo           | 723 682    | 527.772   |
| 29º     | 2607901     | Jaboatão dos Guararapes | Pernambuco          | 644 037    | 487.903   |
| 30º     | 3543402     | Ribeirão Preto          | São Paulo           | 698 642    | 477.595   |
| 31º     | 3118601     | Contagem                | Minas Gerais        | 621 863    | 459.110   |
| 32º     | 5103403     | Cuiabá                  | Mato Grosso         | 650 877    | 445.070   |
| 33º     | 4209102     | Joinville               | Santa Catarina      | 616 317    | 434.821   |
| 34º     | 2910800     | Feira de Santana        | Bahia               | 616 272    | 426.887   |
| 35º     | 2800308     | Aracaju                 | Sergipe             | 602 757    | 416.605   |
| 36º     | 4205407     | Florianópolis           | Santa Catarina      | 537 211    | 410.812   |
| 37º     | 3303302     | Niterói                 | Rio de Janeiro      | 481 749    | 410.032   |
| 38º     | 4113700     | Londrina                | Paraná              | 555 965    | 399.730   |
| 39º     | 3136702     | Juiz de Fora            | Minas Gerais        | 540 756    | 390.203   |
| 40º     | 3305109     | São João de Meriti      | Rio de Janeiro      | 440 962    | 373.602   |
| 41º     | 3301009     | Campos dos Goytacazes   | Rio de Janeiro      | 483 540    | 373.543   |
| 42º     | 3205002     | Serra                   | Espírito Santo      | 520 653    | 362.524   |
| 43º     | 1100205     | Porto Velho             | Rondônia            | 460 434    | 362.248   |
| 44º     | 1500800     | Ananindeua              | Pará                | 478 778    | 357.500   |
| 45º     | 3548500     | Santos                  | São Paulo           | 418 608    | 353.677   |
| 46º     | 3549805     | São José do Rio Preto   | São Paulo           | 480 393    | 347.916   |
| 47º     | 3300456     | Belford Roxo            | Rio de Janeiro      | 483 087    | 347.207   |
| 48º     | 4305108     | Caxias do Sul           | Rio Grande do Sul   | 463 501    | 347.184   |
| 49º     | 5201405     | Aparecida de Goiânia    | Goiás               | 527 796    | 345.367   |
| 50º     | 3205200     | Vila Velha              | Espírito Santo      | 467 722    | 345.228   |
| 51º     | 3513801     | Diadema                 | São Paulo           | 393 237    | 340.373   |
| 52º     | 3530607     | Mogi das Cruzes         | São Paulo           | 451 505    | 338.340   |
| 53º     | 3525904     | Jundiaí                 | São Paulo           | 443 221    | 336.406   |
| 54º     | 3529401     | Mauá                    | São Paulo           | 418 261    | 318.473   |
| 55º     | 3538709     | Piracicaba              | São Paulo           | 423 323    | 314.355   |
| 56º     | 1600303     | Macapá                  | Amapá               | 442 933    | 310.818   |
| 57º     | 2609600     | Olinda                  | Pernambuco          | 349 976    | 300.296   |
| 58º     | 4115200     | Maringá                 | Paraná              | 409 657    | 300.286   |
| 59º     | 3510609     | Carapicuíba             | São Paulo           | 386 984    | 300.058   |
| 60º     | 2504009     | Campina Grande          | Paraíba             | 419 379    | 298.888   |
| 61º     | 3505708     | Barueri                 | São Paulo           | 316 473    | 297.616   |
| 62º     | 3106705     | Betim                   | Minas Gerais        | 411 846    | 297.070   |
| 63º     | 5201108     | Anápolis                | Goiás               | 398 869    | 292.660   |
| 64º     | 3506003     | Bauru                   | São Paulo           | 379 146    | 282.186   |
| 65º     | 3201308     | Cariacica               | Espírito Santo      | 353 491    | 278.170   |
| 66º     | 3143302     | Montes Claros           | Minas Gerais        | 414 240    | 277.710   |
| 67º     | 1200401     | Rio Branco              | Acre                | 364 756    | 271.518   |
| 68º     | 3205309     | Vitória                 | Espírito Santo      | 322 869    | 266.570   |
| 69º     | 4202404     | Blumenau                | Santa Catarina      | 361 261    | 265.491   |
| 70º     | 3541000     | Praia Grande            | São Paulo           | 349 935    | 261.063   |
| 71º     | 3551009     | São Vicente             | São Paulo           | 329 911    | 260.347   |
| 72º     | 3523107     | Itaquaquecetuba         | São Paulo           | 369 275    | 259.669   |
| 73º     | 4304606     | Canoas                  | Rio Grande do Sul   | 347 657    | 259.585   |
| 74º     | 4119905     | Ponta Grossa            | Paraná              | 358 371    | 259.463   |
| 75º     | 2933307     | Vitória da Conquista    | Bahia               | 370 879    | 257.784   |
| 76º     | 4314407     | Pelotas                 | Rio Grande do Sul   | 325 685    | 248.631   |
| 77º     | 3516200     | Franca                  | São Paulo           | 352 536    | 248.525   |
| 78º     | 2604106     | Caruaru                 | Pernambuco          | 378 048    | 247.041   |
| 79º     | 1506807     | Santarém                | Pará                | 331 942    | 246.326   |
| 80º     | 2303709     | Caucaia                 | Ceará               | 355 679    | 245.552   |
| 81º     | 3303906     | Petrópolis              | Rio de Janeiro      | 278 881    | 245.177   |
| 82º     | 3554102     | Taubaté                 | São Paulo           | 310 739    | 242.885   |
| 83º     | 3518701     | Guarujá                 | São Paulo           | 287 634    | 241.669   |
| 84º     | 4104808     | Cascavel                | Paraná              | 348 051    | 239.588   |
| 85º     | 2611101     | Petrolina               | Pernambuco          | 386 791    | 238.587   |
| 86º     | 3170107     | Uberaba                 | Minas Gerais        | 337 836    | 238.276   |
| 87º     | 3552502     | Suzano                  | São Paulo           | 307 429    | 236.341   |
| 88º     | 2610707     | Paulista                | Pernambuco          | 342 167    | 235.213   |
| 89º     | 1400100     | Boa Vista               | Roraima             | 413 486    | 232.172   |
| 90º     | 3306305     | Volta Redonda           | Rio de Janeiro      | 261 563    | 225.626   |
| 91º     | 4125506     | São José dos Pinhais    | Paraná              | 329 628    | 222.608   |
| 92º     | 3526902     | Limeira                 | São Paulo           | 291 869    | 219.001   |
| 93º     | 3154606     | Ribeirão das Neves      | Minas Gerais        | 329 794    | 213.114   |
| 94º     | 3552809     | Taboão da Serra         | São Paulo           | 273 542    | 212.345   |
| 95º     | 1721000     | Palmas                  | Tocantins           | 302 692    | 209.524   |
| 96º     | 4316907     | Santa Maria             | Rio Grande do Sul   | 271 735    | 209.393   |
| 97º     | 3515004     | Embu das Artes          | São Paulo           | 250 691    | 207.256   |
| 98º     | 2905701     | Camaçari                | Bahia               | 300 372    | 205.865   |
| 99º     | 4108304     | Foz do Iguaçu           | Paraná              | 285 415    | 204.343   |
| 100º    | 3552403     | Sumaré                  | São Paulo           | 279 545    | 203.032   |
| 101º    | 3302502     | Magé                    | Rio de Janeiro      | 228 127    | 201.611   |
| 102º    | 2105302     | Imperatriz              | Maranhão            | 273 110    | 201.099   |
| 103º    | 1505536     | Parauapebas             | Pará                | 267 836    | 200.659   |

## Capitais
Todas as capitais de unidades federativas (exceto do Distrito Federal, que não possui eleições municipais) podem ter segundo turno.
1. Aracaju (SE)
2. Belém (PA)
3. Belo Horizonte (MG)
4. Boa Vista (RR)
5. Campo Grande (MS)
6. Cuiabá (MT)
7. Curitiba (PR)
8. Florianópolis (SC)
9. Fortaleza (CE)
10. Goiânia (GO)
11. João Pessoa (PB)
12. Macapá (AP)
13. Maceió (AL)
14. Manaus (AM)
15. Natal (RN)
16. Palmas (TO)
17. Porto Alegre (RS)
18. Porto Velho (RO)
19. Recife (PE)
20. Rio Branco (AC)
21. Rio de Janeiro (RJ)
22. Salvador (BA)
23. São Luís (MA)
24. São Paulo (SP)
25. Teresina (PI)
26. Vitória (ES)

## Não capitais (por região)

### Região Norte
1. Ananindeua (PA)
2. Parauapebas (PA)
3. Santarém (PA)

### Região Nordeste
1. Camaçari (BA)
2. Campina Grande (PB)
3. Caruaru (PE)
4. Caucaia (CE)
5. Feira de Santana (BA)
6. Imperatriz (MA)
7. Jaboatão dos Guararapes (PE)
8. Olinda (PE)
9. Paulista (PE)
10. Petrolina (PE)
11. Vitória da Conquista (BA)

### Região Centro-Oeste
1. Anápolis (GO)
2. Aparecida de Goiânia (GO)

### Região Sudeste
1. Barueri (SP)
2. Bauru (SP)
3. Belford Roxo (RJ)
4. Betim (MG)
5. Campinas (SP)
6. Campos dos Goytacazes (RJ)
7. Carapicuíba (SP)
8. Cariacica (ES)
9. Contagem (MG)
10. Diadema (SP)
11. Duque de Caxias (RJ)
12. Embu das Artes (SP)
13. Franca (SP)
14. Guarujá (SP)
15. Guarulhos (SP)
16. Itaquaquecetuba (SP)
17. Juiz de Fora (MG)
18. Jundiaí (SP)
19. Limeira (SP)
20. Magé (RJ)
21. Mauá (SP)
22. Mogi das Cruzes (SP)
23. Montes Claros (MG)
24. Niterói (RJ)
25. Nova Iguaçu (RJ)
26. Osasco (SP)
27. Petrópolis (RJ)
28. Piracicaba (SP)
29. Praia Grande (SP)
30. Ribeirão das Neves (MG)
31. Ribeirão Preto (SP)
32. Santo André (SP)
33. Santos (SP)
34. São Bernardo do Campo (SP)
35. São Gonçalo (RJ)
36. São João de Meriti (RJ)
37. São José do Rio Preto (SP)
38. São José dos Campos (SP)
39. São Vicente (SP)
40. Serra (ES)
41. Sorocaba (SP)
42. Sumaré (SP)
43. Suzano (SP)
44. Taboão da Serra (SP)
45. Taubaté (SP)
46. Uberaba (MG)
47. Uberlândia (MG)
48. Vila Velha (ES)
49. Volta Redonda (RJ)

### Região Sul
1. Blumenau (SC)
2. Canoas (RS)
3. Cascavel (PR)
4. Caxias do Sul (RS)
5. Foz do Iguaçu (PR)
6. Joinville (SC)
7. Londrina (PR)
8. Maringá (PR)
9. Pelotas (RS)
10. Ponta Grossa (PR)
11. Santa Maria (RS)
12. São José dos Pinhais (PR)

## Por unidade federativa
A tabela abaixo lista a quantidade de municípios habilitados para segundo turno por unidade federativa e porcentagens:
| UF                  | Quantidade | Percentual em relação ao total do Estado | Percentual em relação ao total entre os municípios com segundo turno |
| ------------------- | ---------- | ---------------------------------------- | -------------------------------------------------------------------- |
| Acre                | 1          | 4,55%                                    | 0,97%                                                                |
| Alagoas             | 1          | 0,98%                                    | 0,97%                                                                |
| Amapá               | 1          | 6,25%                                    | 0,97%                                                                |
| Amazonas            | 1          | 1,61%                                    | 0,97%                                                                |
| Bahia               | 4          | 0,96%                                    | 3,88%                                                                |
| Ceará               | 2          | 1,09%                                    | 1,94%                                                                |
| Distrito Federal    | —          | —                                        | —                                                                    |
| Espírito Santo      | 4          | 5,13%                                    | 3,88%                                                                |
| Goiás               | 3          | 1,22%                                    | 2,91%                                                                |
| Maranhão            | 2          | 0,46%                                    | 1,94%                                                                |
| Mato Grosso         | 1          | 0,71%                                    | 0,97%                                                                |
| Mato Grosso do Sul  | 1          | 1,27%                                    | 0,97%                                                                |
| Minas Gerais        | 8          | 0,94%                                    | 7,77%                                                                |
| Pará                | 4          | 2,78%                                    | 3,88%                                                                |
| Paraíba             | 2          | 0,9%                                     | 1,94%                                                                |
| Paraná              | 7          | 1,75%                                    | 6,8%                                                                 |
| Pernambuco          | 6          | 3,24%                                    | 5,83%                                                                |
| Piauí               | 1          | 0,45%                                    | 0,97%                                                                |
| Rio de Janeiro      | 11         | 11,96%                                   | 10,68%                                                               |
| Rio Grande do Norte | 1          | 0,6%                                     | 0,97%                                                                |
| Rio Grande do Sul   | 5          | 1%                                       | 4,85%                                                                |
| Rondônia            | 1          | 1,92%                                    | 0,97%                                                                |
| Roraima             | 1          | 6,67%                                    | 0,97%                                                                |
| Santa Catarina      | 3          | 1,02%                                    | 2,91%                                                                |
| São Paulo           | 30         | 4,65%                                    | 29,13%                                                               |
| Sergipe             | 1          | 1,33%                                    | 0,97%                                                                |
| Tocantins           | 1          | 0,72%                                    | 0,97%                                                                |

### Por região
| Região       | Quantidade | Percentual em relação ao total entre os municípios com segundo turno |
| ------------ | ---------- | -------------------------------------------------------------------- |
| Centro-Oeste | 5          | 4,85%                                                                |
| Nordeste     | 20         | 19,42%                                                               |
| Norte        | 10         | 9,71%                                                                |
| Sudeste      | 53         | 51,46%                                                               |
| Sul          | 15         | 14,56%                                                               |